# Věznice (film)
Věznice (v anglickém originále Animal Factory) je americký film z roku 2000 pojednávající o životě ve vězení v San Quentin. Film režíroval Steve Buscemi. Scénář k filmu napsal Edward Bunker a je v něm použita hudba od Johna Lurie.

## Herci
- Willem Dafoe – Earl Copen
- Edward Furlong – Ron Decker
- Seymour Cassel – Lt. Seeman
- Mickey Rourke – Jan the Actress
- Steve Buscemi – A.R. Hosspack
- Tom Arnold – Buck Rowan
- John Heard – James Decker
- Danny Trejo – Vito
- Edward Bunker – Buzzard
- Michael Buscemi – Mr. Herrell
- Viggo Mortensen – Burke / Forsythe Electrocution